# حران العوامید
حران العوامید یک منطقهٔ مسکونی در سوریه است که در شهرستان دوما واقع شده‌است.

## خصوصیات
حران العوامید ۱۲٬۱۱۷ نفر جمعیت دارد.